# Valerianos
Valerianos  este un oraș în Grecia în prefectura Kefalonia.